# 切列夫基 (奧爾日齊亞區)
49°59′35″N 32°45′59″E / 49.99306°N 32.76639°E
切列夫基（烏克蘭語：Черевки）是位於烏克蘭中部波爾塔瓦州裏盧布尼區的村莊，距離拉濟爾基28公里，面積1.14平方公里，海拔高度110米，2001年人口221。